# The Who Sell Out
The Who Sell Out – trzeci album angielskiego zespołu rockowego The Who, wydany w 1967 roku. Jest to album stworzony jako zbiór niezwiązanych ze sobą piosenek przeplatanych z reklamami faux i ogłoszeniami instytucji użyteczności publicznej. Album nagrany jest w stylu pirackich stacji radiowych.
W 2003 album został sklasyfikowany na 113. miejscu listy 500 albumów wszech czasów dwutygodnika „Rolling Stone”.

## Informacje o albumie
Fotografie na okładce są dziełem Davida Montgomery’ego. Na przodzie jest Pete Townshend używający dezodorantu marki Odorono. Roger Daltrey siedzi w wannie pełnej pieczonych fasolek Heinz (trzymając powiększoną puszkę). Roger Daltrey zachorował na zapalenie płuc po zbyt długim pobycie w wannie, ponieważ fasole zostały zamrożone. Na odwrocie płyty Keith Moon używa pasty Medac, a obok John Entwistle w lamparcim uniformie Tarzana, ściska kobietę w lamparcim bikini, trzymając w ręce misia.

## Lista utworów
Wszystkie piosenki autorstwa Pete’a Townshenda, oprócz zaznaczonych.

### Strona pierwsza
| 1. | „Armenia City in the Sky”(John Keen) | 3:12  |
|    |                                      |       |
| 2. | „Heinz Baked Beans” (John Entwistle) | 0:57  |
|    |                                      |       |
| 3. | „Mary Anne with the Shaky Hand”      | 2:04  |
|    |                                      |       |
| 4. | „Odorono”                            | 2:16  |
|    |                                      |       |
| 5. | „Tattoo”                             | 2:42  |
|    |                                      |       |
| 6. | „Our Love Was”                       | 3:07  |
|    |                                      |       |
| 7. | „I Can See for Miles”                | 4:17  |
|    |                                      |       |
|    |                                      | 18:35 |
|    |                                      |       |

### Strona druga
| 1. | „Can’t Reach You”               | 3:03  |
|    |                                 |       |
| 2. | „Medac” (John Entwistle)        | 0:57  |
|    |                                 |       |
| 3. | „Relax”                         | 2:38  |
|    |                                 |       |
| 4. | „Silas Stingy” (John Entwistle) | 3:04  |
|    |                                 |       |
| 5. | „Sunrise”                       | 3:03  |
|    |                                 |       |
| 6. | „Rael 1”                        | 5:44  |
|    |                                 |       |
|    |                                 | 18:29 |
|    |                                 |       |

## Certyfikaty i sprzedaż
| Kraj                                  | Certyfikat    | Sprzedaż |
| ------------------------------------- | ------------- | -------- |
| Wielka Brytania (BPI) (edycja z 2009) | srebrna płyta | 60 000+  |